# Trine Rønning
Trine Bjerke Rønning (Trondheim, 14 de julho de 1982) é uma futebolista norueguesa que atua como defensora.

## Carreira
Trine Rønning integrou o elenco da Seleção Norueguesa de Futebol Feminino, nas Olimpíadas de 2008. 